# Кечеджизаде Мехмед Эмин Фуад-паша
Кечеджизаде́ Мехме́д Эми́н Фуа́д-паша́ (тур. Keçecizade Mehmet Emin Fuat Paşa; 1814, Стамбул — 1869, Ницца) — османский государственный деятель и писатель, великий визирь. Сын поэта Кечеджизаде Иззета Моллы.

## Биография
В 1828-1832 годах изучал медицину в турецком Галатасарае в Константинополе, потом служил врачом во флоте, но в 1834 году отказался от медицины и поступил в бюро переводчиков. Будучи хорошим знатоком европейских языков, Фуад-паша в 1843 году был уже начальником бюро (до 1848 года). В 1840 году он состоял при Аали-паше, отправленном в Лондон. В 1848 году был правительственным комиссаром в Дунайских княжествах. С 1849 года служил в министерстве иностранных дел, в 1852 году назначен министром иностранных дел.
Он был сторонником реформ во внутреннем управлении и, в качестве такового, сторонником Англии и врагом России в иностранной политике. Свои взгляды на характер начинавшейся распри с Россией он изложил в брошюре «La v érité sur la question des lieux saints», вызвавшей сильное неудовольствие против него в императоре Николае I. В 1853 году русский чрезвычайный посол Меншиков оскорбил его своим грубым обращением (он явился к нему прямо с парохода в дорожном костюме), вследствие чего Фуад-паша вышел в отставку.
В 1851 году он был правительственным комиссаром в Эпире, где подавил восстание. В 1858 году был вновь министром иностранных дел и принимал участие в парижских конференциях, имевших задачей организацию дунайских княжеств. Посланный в 1860 году в Дамаск, в качестве комиссара, он должен был там восстановить порядок, что отчасти и исполнил, строго наказав (по большей части казнив) виновников убийств друзов.
В 1861 году назначен великим визирем и в 1862 году, кроме того, заведующим финансами. Его стремление к реформам тормозилось противодействием самого султана и окружающих его лиц. Его смелый проект секуляризации имуществ мечетей был частью осуществлён его заместителем Аали-пашой. В 1867 году он переменил звание великого визиря, которое получил его покровитель Аали-паша, на должность министра иностранных дел (в третий раз), которую занимал до смерти. В 1867 году убедил султана Абдул-Азиза совершить поездку в Западную Европу и сопровождал его в ней.
Как поэт и публицист, сторонник европейской образованности, он выступил в 1840-х годах, сотрудничая с газетой «Таквим-и векаи». Ему же (в сотрудничестве с Джеват-пашой) принадлежит турецкая грамматика (немецкий перевод: «Grammatik der osmanischen Sprache Архивная копия от 20 июня 2020 на Wayback Machine», Гельсингфорс, 1855), которая отстаивала очищение турецкого литературного языка от арабских слов и речений, которые, придавая ему характер «высокого штиля» (вроде славянских выражений в русском языке), делают его недоступным для обыкновенной публики.

## Награды
- Орден Святой Анны 1-й степени с алмазными украшениями (11 января 1849, Российская империя)[1]